# DEEN LIVE JOY 2020 〜All your request!!〜
『DEEN LIVE JOY 2020 〜All your request!!〜』（ディーン・ライヴ・ジョイ・2020 〜オール・ユアー・リクエスト!!〜）は、2020年11月25日にエピックレコードジャパンからリリースされた日本のロックバンドDEENのライブ・ビデオ。

## 解説
2020年1月から2月にかけて開催された、ファンのリクエストで構成されたDEENの全国ツアー『DEEN LIVE JOY-Break22 -All your request-』より、2020年1月30日にZepp Tokyoで行われたライヴを映像化した作品である。
Blu-ray＋DVD＋2CDのFC限定盤である完全生産限定盤と、Blu-ray＋DVDの通常盤の2形態でリリースされ、FC限定盤にはライヴで演奏された曲が全曲ノーカットで収録されたCD2枚と、DEEN初のオンラインイベントへの参加権が付属している。
Blu-rayとDVDは同じ内容であり、特典映像として「Remoto Talk 2020」が収録されている。

## 収録曲
1. VOYAGE
2. love me
3. このまま君だけを奪い去りたい
4. 思いきり 笑って
5. 言葉で伝えたくて
6. 未来のために
7. JUST ONE
8. 少年
9. 日曜日
10. 白い記憶
11. ひまわり
12. 夢であるように
13. Smile Blue
14. 君さえいれば
15. 眠ったままの情熱
16. ひとりじゃない
17. 瞳そらさないで
18. Burning my soul
19. i...
20. そばにいるだけで
21. 広い世界で君と出逢った
22. 銀色の夢 〜All over the world〜
23. Remoto Talk 2020（特典映像）